# Давлетбаев, Мажит Боранбаевич
Мажит Боранбаевич Давлетбаев (каз. Мәжит Боранбайұлы Дәулетбаев; 1896/1900, Акмолинская область, Российская империя — 1938 год, СССР) — казахский советский писатель: прозаик, поэт, драматург, переводчик.

## Биография
Родился в 1900 году (по другим данным — в 1896) (ныне — территория Нуринского района Карагандинской области). Вскоре с семьей переехал в Петропавловск.
Два года учился в Омской учительской семинарии.
В 1918—1920 годах был учителем в аульной школе, 1921—1922 годах работал литературным сотрудником в газете на казахском языке «Бостандық туы» («Знамя свободы»), издававшейся в Петропавловске. В 1922—1924 годах учился в Москве в Коммунистическом университете трудящихся Востока имени И. В. Сталина (КУТВ).
После окончания в Москве Коммунистического института журналистики в 1927—1929 годы работал в редакции республиканской газеты «Енбекши казах». Затем — в аппарате Союза писателей Казахстана. Был членом КПСС.
Мажит Боранбаевич Давлетбаев арестован и расстрелян в 1938 году.
Посмертно реабилитирован.

## Творчество
Начиная с 1920 года стихи, очерки, фельетоны, критические статьи Давлетбаева регулярно публиковались на страницах казахстанских республиканских газет и журналов. Первый сборник стихов вышел в 1928 году, затем были изданы сборники «От сердца» (1932), «На волне» (1933), и другие. Давлетбаевым написана комедия «Сұрпақбай» (1930). Первая книга романа-трилогии «Қызыл жар» («Красный яр») о событиях 1916 года и Гражданской войне вышла в 1935 году, вторая и третья книги романа остались незаконченными.
Перевёл на казахский язык произведения многих русских и зарубежных классиков («Гамлет» У. Шекспира, «На западном фронте без перемен» Э. М. Ремарка, «Женитьба» Н. В. Гоголя, «Молодые годы Маркса» Г. И. Серебряковой, «Война» Н. С. Тихонова, «Железный поток» Н. С. Серафимовича, поэму «Медный всадник» и многие стихи А. С. Пушкина, и другое).
В 1976 году переиздан его роман «Кызылжар».